# Santa Maria de la Múnia
Santa Maria de la Múnia és una obra de Castellví de la Marca (Alt Penedès) inclosa a l'Inventari del Patrimoni Arquitectònic de Catalunya.

## Descripció
Església d'una sola nau de planta de creu llatina i capelles laterals. Absis poligonal. Volta de quatre punts sota coberta a dues vessants. Façana esgrafiada amb porta de mig punt i ull de bou. Campanar de planta quadrangular que es converteix en octogonal.

## Història
Orígens de finals del segle xiii, a l'època dels Montcada. Hi ha referències el 1404. Ha sofert diferents ampliacions que han fet desaparèixer la primitiva capella: una és el 1802 i l'altra el 1888, en les quals es configura l'actual forma. El 1907 aconsegueix la qualitat de parròquia independent de la de Sant Sadurní de la Marca.